# La Compagnie Créole
La Compagnie Créole ist eine französische Band aus Guadeloupe, Martinique und Französisch-Guayana, die hauptsächlich in den 1980er-Jahren im französischsprachigen Raum populär war. Sie sangen zunächst auf Kreolisch, später auf Französisch.

## Geschichte
Die 1975 gegründete Gruppe veröffentlichte 1976 ihr erstes Album, Ba mwen en ti bo, 1982 folgte das Album Blogodo. 1983 veröffentlichten sie die Singles Vive le Douanier Rousseau! und C'est bon pour la moral, zwei ihrer größten Erfolge mit 400.000 bzw. 500.000 verkauften Exemplaren. Von 1984 bis 1987 erschienen weitere Hits wie Le Bal masqué, Ça fait rire les oiseaux und Ma Premier Biguine-Partie.

## Diskografie (Auswahl)

### Alben
| Jahr | Titel                        | Höchstplatzierung, Gesamtwochen, AuszeichnungChartplatzierungen (Jahr, Titel, Platzierungen, Wochen, Auszeichnungen, Anmerkungen) | Höchstplatzierung, Gesamtwochen, AuszeichnungChartplatzierungen (Jahr, Titel, Platzierungen, Wochen, Auszeichnungen, Anmerkungen) | Anmerkungen |
| Jahr | Titel                        | FR | BEW | Anmerkungen |
| ---- | ---------------------------- | --- | --- | ----------- |
| 2005 | La plus grande fiesta créole | FR190 (1 Wo.)FR | — |             |
| 2012 | En bonne compagnie           | FR14 (20 Wo.)FR | BEW24 (15 Wo.)BEW |             |
| 2015 | Carnavals du monde           | FR56 (7 Wo.)FR | — |             |

Weitere Alben
- 1976: Ba mwen an ti bo
- 1982: Blogodo (FR: Gold)
- 1983: Vive le douanier Rousseau (FR: Platin)
- 1985: Le bal masqué (FR: Platin)
- 1985: C’est Bon Pour Le Moral (FR: Platin)
- 1986: Ça fait rire les oiseaux (FR: Platin)
- 1987: La Machine à danser (FR: Platin)
- 1988: Les Plus Grands Succès De... (FR: Platin)
- 1989: Cayenne carnaval (FR: ×2Doppelgold )
- 1989: Dansez Avec La Cie Créole (FR: ×2Doppelgold )
- 1992: Le Mardi gras
- 1995: La Fiesta (souris à la vie)
- 1996: Leurs Plus Grands Succès (FR: Gold)
- 1997: Je reviens chez vous
- 1999: L’album 1999
- 2010: O ! Oh ! Obama
- 2016: Les comptines de la Compagnie créole
- 2019: Les Forces de l’Amour

### Singles
| Jahr | Titel Album                                  | Höchstplatzierung, Gesamtwochen, AuszeichnungChartsChartplatzierungen (Jahr, Titel, Album, Platzierungen, Wochen, Auszeichnungen, Anmerkungen) | Anmerkungen |
| Jahr | Titel Album                                  | FR | Anmerkungen |
| ---- | -------------------------------------------- | --- | ----------- |
| 1984 | Bons baisers de Fort de France Le bal masqué | FR24 (11 Wo.)FR |             |
| 1985 | Le bal masqué                                | FR6 (31 Wo.)FR |             |
| 1986 | Ça fait rire les oiseaux                     | FR17 (19 Wo.)FR |             |
| 1987 | A.I.É.                                       | FR20 (20 Wo.)FR |             |
| 1987 | Ma 1ère biguine-partie La Machine à danser   | FR15 (18 Wo.)FR |             |
| 1988 | La bonne aventure Cayenne carnaval           | FR30 (17 Wo.)FR |             |
| 1989 | Le 14 Juillet Cayenne carnaval               | FR21 (8 Wo.)FR |             |
| 1989 | Santa Maria de Guadaloupe Cayenne carnaval   | FR9 Silber · (17 Wo.)FR |             |
| 1990 | Megamix –                                    | FR23 (7 Wo.)FR |             |
| 2007 | Mégamix 2007 –                               | FR17 (19 Wo.)FR |             |
| 2008 | Zouk tamouré –                               | FR46 (26 Wo.)FR |             |
| 2008 | O! Oh! Obama! –                              | FR30 (12 Wo.)FR |             |
| 2009 | Noël avec la Compagnie Créole –              | FR18 (8 Wo.)FR |             |

Weitere Singles
- 1983: C’est Bon Pour Le Moral (FR: Silber)
- 1984: Vive Le Douanier Rousseau (FR: Platin)